# BSAT-2b
O BSAT-2b foi um satélite de comunicação geoestacionário japonês construído pela Orbital Sciences Corporation (OSC) que era para ter sido operado pela Broadcasting Satellite System Corporation. O satélite foi baseado na plataforma Spacebus-3000B2 e sua vida útil estimada era de 10 anos. O veículo lançador não conseguiu entregá-lo em uma órbita de transferência geoestacionária (GTO) e o satélite foi perdido.

## História
Em novembro de 1998, na sequência de um concurso internacional aberto, a Broadcasting Satellite System Corporation (B-SAT) do Japão selecionou a Orbital para construir e lançar dois satélites geoestacionários de transmissão de TV direct-to-home. Os satélites, o BSAT-2a e o 2b foram projetados para fornecer televisão digital de alta definição direct-to-home em todo o Japão, transmitindo canais em alta resolução e em um formato de tela mais larga do que os sistemas analógicos tradicionais.
O BSAT-2a foi lançado em março de 2001. O BSAT-2b, que foi lançado em julho de 2001, era destinado a servir como backup em órbita, foi colocado em uma órbita incorreta inutilizável por um foguete Ariane 5, o mesmo foi declarado perda total.
Em outro voto de confiança na capacidade da Orbital para entregar, os satélites em órbita geoestacionária confiável e econômica, A B-SAT concedeu a Orbital o contrato para o ligeiramente modificado BSAT-2c, para substituir o BSAT-2b, em setembro de 2001.

## Lançamento
O satélite foi lançado ao espaço no dia 12 de julho de 2001, por meio de um veículo Ariane 5G, lançado a partir do Centro Espacial de Kourou, na Guiana Francesa, juntamente com o satélite Artemis. Devido a uma falha no lançamento o satélite foi perdido após não ser possível coloca-lo em uma órbita geoestacionária. Ele tinha uma massa de lançamento de 1.292 kg.

## Capacidade e cobertura
O BSAT-2B era equipado com 4 transponders de banda Ku ativos de alta potência para fornecer televisão digital de alta definição direct-to-home para o Japão.